# 잉글리시 파크
잉글리시 파크(영어: English Park)는 뉴질랜드 크라이스트처치에 있는 축구 경기장이다. 이곳은 ASB 프리미어십에 참가했던 캔터베리 유나이티드와 현재 메인랜드 프리미어리그에 참가하는 웨스턴 AFC의 홈구장이다. 경기장은 약 3,000명이 수용 가능하다.
본래 사이클 경주에 사용되었었다. 1927년 12월과 1928년 2월에 해리 왓슨이 호주 라바트-원더-던롭 사이클링 팀의 일원으로 1928년 투르 드 프랑스에 참가할 수 있도록 기금을 마련하기 위해 경주가 열렸었다. 왓슨은 투르 드 프랑스에 참가한 최초의 뉴질랜드인이었다.